# Антефикс
Антѐфиксът (на латински: antefixus, като комбинация от две думи – ánte – отпред и fixére – прикрепвам, фиксирам) е архитектурен елемент от мрамор, глина или теракота, използван в класическата архитектура при храмове и обществени сгради. Предназначен е за прикриване на краищата на керемидите и предпазване на покривните греди, като бариера за улесняване оттичането на водния поток. Понякога може да прикрива и челото на долния край на стрехата. Прилага се обикновено при римската, етруската и гръцка храмова архитектура. В древногръцката и римската архитектура антѐфиксът придобива, освен утилитарни, и независими декоративни функции, като в някои случаи се превръща дори в скулптурен елемент. По-късно, при неокласицизма и ампира, преминава и в украсата на мебели.

## Развитие
Първоначално антефиксът е вертикално поставена плоска керемида, дървена дъска или дори палмово листо, завършващи в най-ниската точка на всеки ред от керемиди и блокиращи пътя на водния поток. Основната му цел е да защити ръба на дървения покрив от редовното излагане на дъждовна вода. Той стърчи над нивото на фасадата и покрива и може да се наблюдава отдолу или отстрани, ако човек се намира на улицата или в основата на сградата. Вероятно именно това обстоятелство е довело до постепенното превръщане на антѐфикса в декоративен елемент.

## Оформление
Изпълнява се като вертикален блок, който завършва покривното покритие от керемиди. Поставя се пред най-долния ред от керемидите, като по този начин закрива предните им отвори. За разлика от акротериите, прикрепени в ъглите на фронтон, антефиксите са монтирани на редове, през някакъв интервал, по протежение на покрива, по фасадата на сградата. Обикновено са полукръгли, за да покриват по-плътно отворите на някогашните керемиди. Отзад са гладки, а отпред са декорирани по някакъв начин – оцветени или с релеф. В големите обществени сгради лицето на всеки каменен антефикс е богато украсено с релефни изображения, често с орнаменти от антемия (редуващи се палмети и други растителни стилизирани форми). В по-малките сгради се изработва обикновено от теракота и също е украсено с фигури или други орнаменти, особено през римския период. В по-скромните сгради керамиката е украсена с цифри или други прости знаци, което е особено характерно, за римската архитектура.
Антефиксите имат различна форма и често наподобяват растителен лист, понякога плоча или щит. Често релефните изображения, с които са орнаментирани, са глави на хора, фантастични същества и други. Открити са и в много големи сгради и частни домове.
При етруските храмове могат да се видят и по тясната страна на покрива. В Древна Гърция обикновено са изработвани от мрамор, под формата на палмета. В Древен Рим доминират антефикси от различни видове глина, особено теракота. Изборът на декоративен мотив варира в широки граници – глави на митични същества или богове (Медуза, Менади, Силен и Юнона), телата на животни (лъвове, елени), хибридни същества (кентаври) и други.

## Разпространение
Богато украсени антѐфикси могат да бъдат намерени при почти всички древни цивилизации – от етруските до европейското Средновековие. Най-интересни от естетична гледна точка сред най-старите антефикси са открити при разкопки на етруските градове Вейи и Пирги. Изработени са от рисувана керамика и са датирани към края на 6 век пр.н.е.
При разкопките на северната част на Античния форум на Филипопол са намерени четири различни вида, включително и два с изображения на театрални маски. През 2017 г. Националният исторически музей излага рядко показвани експонати, между които и два антефикса. На единия е изобразена глава на Херакъл, покрита с лъвска кожа, а на втория – глава на Атина Палада с коринтски шлем. При храма в могилата Шушманец е открит антефикс с формата на полупалмета. В България, а и по света, антефикси са открити на още много места и не са нещо необичайно.
- Етруски антефикси
- Теракотен антефикс с глава на сатир
- Антефикс от Пирги, Италия
- Антефикс с глава на Силен, от катедралата в Перуджа
- Антефикс от археологическия музей в Абруцо
- Теракотен антефикс с женска глава
- Антефикс с глава на горгона

- Древногръцки антефикси
- Ъглова антефикс от ателието на Фидий (ок. 430 г.пр.н.е.)
- Антефикс от Немея
- Антефикс от музея в Кливланд
- Антефикс от печена глина с многоцветна повърхност от Източна Гърция (550 г.пр.н.е.)
- Варовиков антефикс във вид на палмета
- Антефикс от Делос с релеф на горгона

- Древноримски антефикс
- Оцветен глинен антефикс с образите на Марс и Венера
- Антефикс със символа на XX легион и глиган
- Теракотен антефикс с палмета
- Антефикс от вила Понятовски в Рим
- Антефикс във формата на полихромна женска глава от Къщата с грифоните в Рим
- Антефикс с танцуващи сатир и менада от Сатрикум